# Ijiraq (satèl·lit)
Ijiraq és un satèl·lit irregular prògrad de Saturn. Fou descobert per l'equip de Brett J. Gladman l'any 2000, rebé la designació provisional de S/2000 S 6.

## Característiques
Ijiraq té uns 16 quilòmetres de diàmetre, i orbita Saturn a una distància d'11,1 milions de quilòmetres en 451 dies. És membre del grup inuit de satèl·lits irregulars. Observacions recent revelaren que Ijiraq és força més vermellós que Paaliaq, Siarnaq i Kiviuq. El seu gradient espectral (una mesura de la reflectància d'un cos en funció de la longitud d'ona) és dues vegades més aguda que per altres membres, típica per a objectes trans-neptunians com Sedna però desconegut en satèl·lits irregulars. A més, a diferència dels altres tres, l'espectre de Ijiraq manca la feble absorció prop de 0,7 μm, atribuïda a possible hidratació.
Es pensa que Ijiraq està en ressonància de Kozai, és a dir, reducció cíclica de la inclinació orbital mentre s'incrementa l'excentricitat orbital i a l'inrevés

## Denominació
Ijiraq rebé el seu nom definitiu el 8 d'agost de 2003 del gegant de la mitologia inuit. Ijiraq és una mena de follet que rapta els infants i els amaga, els inuksugaq (o inukshuk) de pedra serveixen per permetre a aquests infants retrobar el seu camí si convencen Ijirq de deixar-los marxar.
Kavelaars, un astrònom de la Universitat McMaster, suggerí aquest nom per poder sortir de la rutina de la nomenclatura grecoromana. Esmerça molt de temps intentant trobar noms que siguin alhora multiculturals i canadencs. El març de 2001 va trobar la idea llegint una faula inuit als seus fills. Kavelaars contactà l'autor de la faula, Michael Kusugak, que hi estigué d'acord i que també li suggerí el noms de Kiviuq i Sedna.